# ФК Омладинац Нови Бановци
ФК Омладинац је српски фудбалски клуб из Нових Бановаца, Општина Стара Пазова. Тренутно се такмичи у Српској лиги Војводина, трећем такмичарском нивоу српског фудбала.

## Историја
Основан је 1947. и од тада није имао већих успеха, а највеће достигнуће је улазак у Српску лигу Војводина. Има своју фудбалску школу, почевши од фудбалера узраста од 5 година. Клупске боје су зелена и бела.
ФК Омладинац је у сезони 2014/15. био првак Новосадско-сремске зоне, па се од сезоне 2015/16. такмичи у трећем рангу такмичења, Српској лиги Војводина, што је највећи успех у историји клуба.

## Новији резултати
| Сезона   | Ранг | Лига                    | Позиција | ИГ | Д  | Н  | П  | ГД | ГП | ГР  | Бод | Куп                  |
| -------- | ---- | ----------------------- | -------- | -- | -- | -- | -- | -- | -- | --- | --- | -------------------- |
| 2009/10. | 4    | Војвођанска лига Запад  | 5.       | 34 | 16 | 9  | 9  | 48 | 33 | +15 | 57  | Није се квалификовао |
| 2010/11. | 4    | Војвођанска лига Запад  | 8.       | 30 | 11 | 8  | 11 | 58 | 50 | +8  | 41  | Није се квалификовао |
| 2011/12. | 4    | Војвођанска лига Запад  | 7.       | 30 | 12 | 9  | 9  | 34 | 28 | +6  | 45  | Није се квалификовао |
| 2012/13. | 4    | Војвођанска лига Запад  | 9.       | 30 | 11 | 6  | 13 | 35 | 36 | -1  | 39  | Није се квалификовао |
| 2013/14. | 4    | Војвођанска лига Запад  | 3.       | 28 | 15 | 6  | 7  | 44 | 23 | +21 | 51  | Није се квалификовао |
| 2014/15. | 4    | Новосадско-сремска зона | 1.       | 30 | 22 | 1  | 7  | 62 | 26 | +36 | 67  | Није се квалификовао |
| 2015/16. | 3    | Српска лига Војводина   | 13.      | 30 | 8  | 11 | 11 | 31 | 34 | -3  | 35  | Није се квалификовао |
| 2016/17. | 3    | Српска лига Војводина   | 2.       | 28 | 19 | 3  | 6  | 52 | 28 | +24 | 60  | Није се квалификовао |
| 2017/18. | 3    | Српска лига Војводина   | 7.       | 30 | 13 | 5  | 12 | 49 | 38 | +11 | 44  | Није се квалификовао |
| 2018/19. | 3    | Српска лига Војводина   | 3.       | 32 | 16 | 4  | 12 | 38 | 34 | +4  | 52  | Није се квалификовао |
| 2019/20. | 3    | Српска лига Војводина   | 9.       | 17 | 5  | 7  | 5  | 14 | 17 | -3  | 22  | Није се квалификовао |
| 2020/21. | 3    | Српска лига Војводина   | 6.       | 38 | 16 | 13 | 9  | 57 | 32 | 25  | 61  | Није се квалификовао |
| 2021/22. | 3    | Српска лига Војводина   | 6.       | 30 | 14 | 3  | 13 | 51 | 38 | 13  | 45  | Није се квалификовао |
| 2022/23. | 3    | Српска лига Војводина   | 5.       | 28 | 10 | 11 | 7  | 45 | 29 | 16  | 41  | Није се квалификовао |
| 2023/24. | 3    | Српска лига Војводина   | 7.       | 30 | 13 | 6  | 11 | 34 | 35 | -1  | 45  | Није се квалификовао |
| 2024/25. | 3    | Српска лига Војводина   | 6.       | 30 | 14 | 6  | 10 | 43 | 27 | +16 | 48  | Није се квалификовао |